# Andrei Sergejewitsch Perwyschin
Andrei Sergejewitsch Perwyschin (russisch Андрей Сергеевич Первышин; * 2. Februar 1985 in Archangelsk, Russische SFSR) ist ein russischer Eishockeyspieler, der zuletzt zwischen Dezember 2016 und Juli 2017 bei Neftechimik Nischnekamsk in der Kontinentalen Hockey-Liga unter Vertrag stand.

## Karriere
Andrei Perwyschin begann seine Karriere als Eishockeyspieler in der Jugend von Lokomotive Jaroslawl, für dessen erste Mannschaft er in der Saison 2002/03 sein Debüt in der russischen Superliga gab. Gleich in seinem Rookiejahr wurde der Verteidiger erstmals Russischer Meister. Daraufhin wurde er im NHL Entry Draft 2003 in der achten Runde als insgesamt 253. Spieler von den St. Louis Blues ausgewählt, für die er allerdings nie spielte. Nachdem der Linksschütze in der Saison 2003/04 für den HK Spartak Moskau in der Wysschaja Liga aufgelaufen war, erhielt er anschließend einen Vertrag bei Ak Bars Kasan. Mit den „Leoparden“ gewann er 2006 und 2009 erneut den russischen Meistertitel, sowie 2007 den IIHF European Champions Cup und 2008 den IIHF Continental Cup. 2009 und 2010 erreichte er mit Kasan den Gewinn der KHL-Meisterschaft um den Gagarin Cup.
Im Sommer 2010 wurde Perwyschin vom HK Awangard Omsk verpflichtet. Dort begann er auch die Saison 2011/12, ehe er im Dezember 2011 innerhalb der KHL zum SKA Sankt Petersburg transferiert wurde. Im Juni 2013 wurde er gegen Jewgeni Rjassenski vom HK ZSKA Moskau eingetauscht, absolvierte aber in der Saison 2013/14 nur 31 KHL-Partien für den Armeesportklub. Im Mai 2014 wechselte er zusammen mit Oleg Saprykin zum neu gegründeten KHL-Klub HK Sotschi.

### International
Für Russland nahm Perwyschin an der U18-Junioren-Weltmeisterschaft 2003 teil, bei der mit seiner Mannschaft die Bronzemedaille gewann.

## Erfolge und Auszeichnungen
| - 2003 Russischer Meister mit Lokomotive Jaroslawl - 2004 Bester Plus/Minus-Wert der Wysschaja-Liga-Playoffs - 2006 Russischer Meister mit Ak Bars Kasan - 2007 IIHF-European-Champions-Cup-Gewinn mit Ak Bars Kasan | - 2008 IIHF-Continental-Cup-Gewinn mit Ak Bars Kasan - 2009 Gagarin-Pokal-Gewinn mit Ak Bars Kasan - 2009 Fairster Spieler der KHL (gemeinsam mit Sergei Mosjakin) - 2010 Gagarin-Pokal-Gewinn mit Ak Bars Kasan |

### International
- 2003 Bronzemedaille bei der U18-Junioren-Weltmeisterschaft

## KHL-Statistik
(Stand: Ende der Saison 2016/17)